# Ciudad del Este
Ciudad del Este (Ville de l'Est en français) est la capitale du département d’Alto Parana au Paraguay. Fondée en 1957, elle s’appelait originellement Puerto Flor de Lis, puis jusqu’en 1989 Puerto Presidente Stroessner (d’après le président paraguayen Alfredo Stroessner). Sa population était de 239 500 habitants, en 2003.
Située sur les rives du fleuve Paraná qui marque la frontière avec le Brésil, la ville accueille de nombreux visiteurs brésiliens à la recherche de produits bon marché. La communication entre les deux côtés de la frontière se fait par un pont, le « pont de l'Amitié » qui relie Ciudad del Este à sa voisine brésilienne Foz do Iguaçu. Non loin, en amont de la ville, se situe le barrage d'Itaipu.
Ciudad del Este possède un aéroport (code AITA : AGT).

## Démographie
Elle est la deuxième plus grande ville du Paraguay avec une population estimée à 320 782 habitants en 2008.

## Ciudad Del Este: zone à fiscalité réduite
Ciudad Del Este est aussi une « zone à fiscalité réduite » ou zone dite « franche ». La fiscalité brésilienne sur les importations  est si confiscatoire que nombre de particuliers brésiliens s'approvisionnent dans la ville.

## Transport
Ciudad del Este est desservi par l'aéroport international Guaraní.

## Dans la culture populaire
- Une mission du jeu vidéo Tom Clancy's Splinter Cell: Blacklist se déroule à Ciudad del Este.